# Coccus colemani
Coccus colemani är en insektsart som beskrevs av Kannan 1918. Coccus colemani ingår i släktet Coccus och familjen skålsköldlöss. Inga underarter finns listade i Catalogue of Life.